# Ewidencja VAT
Ewidencja VAT – rejestr sprzedaży i zakupu VAT prowadzony przez podatników podatku od towarów i usług, zarejestrowanych w urzędzie skarbowym, jako czynni podatnicy VAT.
- Ewidencja sprzedaży – umożliwia prawidłowe wyliczenie kwot podatku należnego w danym okresie rozliczeniowym.
- Ewidencja zakupów – pozwala określić wysokości podatku naliczonego, podlegającego odliczeniu w danym okresie rozliczeniowym.

Zapisy w rejestrze VAT mogą być rejestrowane na podstawie dokumentów: faktur VAT/VAT RR/VAT marża, faktur zaliczkowych, raportów okresowych generowanych z kas fiskalnych, niektórych paragonów (jeżeli zawierają wymagane dane), innych dokumentów (np. dokumenty celne).

## Ewidencja elektroniczna
Od 1 stycznia 2018 r. ewidencja VAT prowadzona jest tylko w formie elektronicznej przy użyciu programów komputerowych. Obowiązek ten dotyczy wszystkich czynnych podatników VAT, niezależnie od wielkości firmy. Dodatkowo płatnicy zobowiązani są do comiesięcznego raportowania JPK_VAT – przesyłania danych w formie Jednolitego Pliku Kontrolnego (JPK).
Powyższy przepis pozbawił czynnych podatników VAT prawa do prowadzenia ewidencji VAT w formie papierowej. Wymaga to zakupu odpowiedniego oprogramowania.

## Ewidencja przedsiębiorców zwolnionych z VAT
Ewidencji VAT nie muszą prowadzić podatnicy, u których sprzedaż jest zwolniona z VAT oraz podatnicy wykonujący wyłącznie czynności zwolnione od podatku VAT.
Podatnicy zwolnieni z podatku VAT ze względu na limit sprzedaży (zwolnienie podmiotowe), muszą prowadzić uproszczoną ewidencję sprzedaży za każdy dzień, nie później jednak niż przed dokonaniem sprzedaży w dniu następnym.
Ewidencja nie ma określonego przepisami wzoru. Może zawierać takie informacje, jak np.: 
- liczbę porządkową
- datę sprzedaży
- wartość sprzedaży
- wartość sprzedaży narastająco.

W rejestrze można dopisywać inne informacje (np. numer dowodu sprzedaży albo informacje o rodzaju transakcji). Rejestr może być prowadzony w formie papierowej.
Przykładowe zapisy:
- L.p
- Data sprzedaży
- Kwota sprzedaży
- Kwota narastająco od początku roku
- Uwagi

## Elementy ewidencji VAT
Czynni podatnicy VAT mają obowiązek prowadzić ewidencje zawierające dane niezbędne do prawidłowego sporządzenia deklaracji podatkowej oraz informacji podsumowującej.
Ewidencja sprzedaży i zakupu musi zawierać wszystkie dokonane przez podatnika czynności podlegające opodatkowaniu, jak i dane dotyczące podatku naliczonego podlegającego odliczeniu. Oznacza to, iż w ewidencji musi być ujęta całość sprzedaży opodatkowanej oraz wartość netto zakupów i wynikające z nich kwoty podatku naliczonego.
Według przepisów prawa ewidencja powinna zawierać:
- dane niezbędne do określenia przedmiotu i podstawy opodatkowania,
- wysokości kwoty podatku należnego, korekt podatku należnego,
- kwoty podatku naliczonego obniżającej kwotę podatku należnego, korekt podatku naliczonego,
- kwoty podatku podlegającej wpłacie do urzędu skarbowego lub zwrotowi z tego urzędu, a także
- inne dane służące identyfikacji poszczególnych transakcji, w tym numer, za pomocą którego kontrahent jest zidentyfikowany na potrzeby podatku lub podatku od wartości dodanej (numer NIP lub numer służący do identyfikacji podatnika).

W rejestrze VAT nie zamieszcza się:
- wydatków, które są czynnościami zwolnionymi z opodatkowania (np. zakup znaczków pocztowych),
- czynnościami nieopodatkowanymi (np. opłata skarbowa), lub
- też czynnościami, od których nie przysługuje prawo do odliczenia podatku naliczonego (np. zakup usług noclegowych lub gastronomicznych).

Wydatki te nie wpływają ani na wysokość zobowiązania podatkowego, ani na poprawność rozliczenia podatku VAT. Z tego powodu nie muszą być ewidencjonowane w rejestrze VAT. Zamieszczane są w księdze przychodów i rozchodów (PKPiR), zgodnie z ustawą o PIT (albo w ewidencji przychodów).